# Metetí
Metetí es un corregimiento de la provincia de Darién de Panamá. Es una de las ciudades más importante de esta provincia, siendo uno de los nueve corregimientos del distrito de Pinogana y que cuenta según el censo realizado en 2023 con una población de 9691 habitantes lo cual equivale al 17,86 % de la población de Darién. Es la última ciudad importante en la carretera Interamericana antes de que la carretera termine en Yaviza.
En el corregimiento de Metetí se ubica una sucursal del Banco Nacional de Panamá con su respectivo cajero automático, estaciones de policía, restaurantes, hoteles, varios almacenes, colegio, universidades, un centro de salud, un hospital en construcción, farmacias, estaciones de combustible, mercado público y una terminal de transporte.

## Historia
El origen histórico de la comunidad de Metetí se remonta al año de 1954, cuando los primeros pobladores llegaron a estas tierras procedentes de la provincia de Chiriquí. Para aquel entonces, la travesía hacia este lugar era una gran odisea puesto que solo era a través de la vía acuática. Para llegar a la comunidad de Metetí, se viajaba desde la capital del país en barco hacia La Palma, cabecera de la provincia. De allí procedían a trasladarse a canalete hacia un puerto improvisado en Bijagual. Para luego llegar a Río Iglesia. A partir de allí llegaban a Metetí a pie o a caballo. 
Con la apertura de la carretera Panamericana hacia Darién, se vincularon una serie de factores que facilitaron el crecimiento de la población en la comunidad de Metetí, así como también el desarrollo de variadas actividades cotidianas, que garantizan una mayor producción agrícola y ganadera, así como mejores medios de comunicaciones y de transporte. 
Los primeros habitantes que llegaron a la comunidad de Metetí fueron: Luis Obando alias “Yico”, Esteban Castillo, Andrés de Gracia, Dionisio López, Alias “Nicho López”, Natalia Méndez, Anselmo Vargas, Vicente García, Jerónimo Cubilla, Cándida De Gracia, Manuel Antonio Miranda, Alias "Toño", entre otros.
Origen etimológico
El nombre se origina de la voz guna “medetí” que significa “agua en tinaja”, por estar la comunidad ubicada en el área del Filo del Tallo, fuente hidrológica desde donde nacen varios ríos, riachuelos y quebradas. Los primeros pobladores del área se abastecían del preciado líquido en vasijas de barro. 

## Transporte
Existe un servicio de transporte público local que ofrece rutas cortas desde Metetí hacia Yaviza, Puerto Quimba, Santa Fe y Agua Fría. Además, también es posible viajar desde y hacia Ciudad de Panamá.
La carretera Panamericana que se interrumpe en esta provincia, para luego continuar en Turbo (Colombia) pasa por el corregimiento de Metetí, convirtiendo a esta pequeña ciudad en un centro de intercambio para los productores, ganaderos y turistas que se desplazan por la provincia.

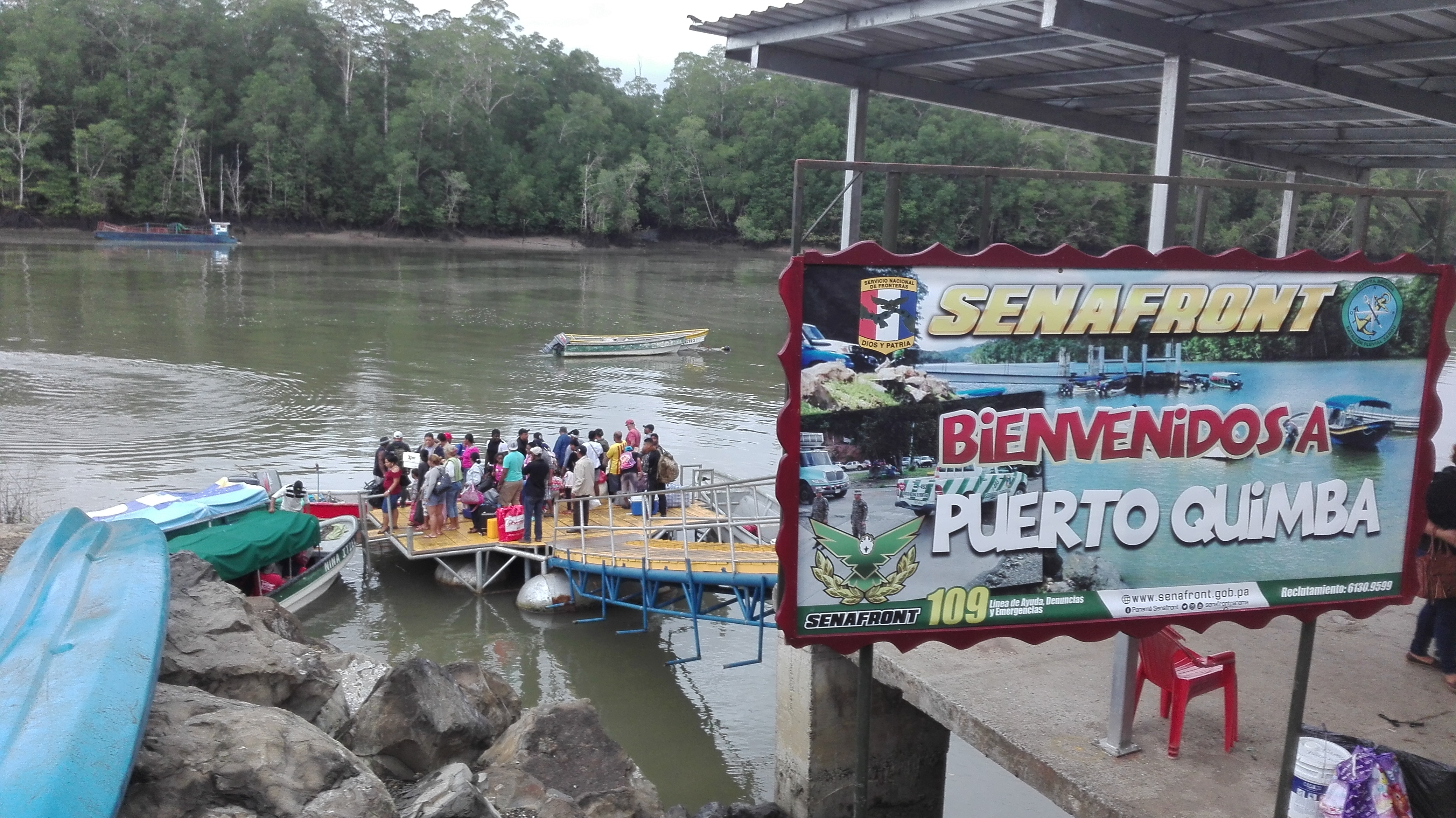
Puerto Quimba, Metetí, Darién